# マスター7FC
マスター7FC（英語: Master 7 Football Club）は、ラオス・ヴィエンチャンを本拠地とするサッカークラブである。ラオ・プレミアリーグに所属する。

## 概要
2017年創設の新興クラブ。2019年にはラオ・プレミアリーグ2位の好成績を収め、AFCカップ2020の予選プレーオフの出場権を得たが、カンボジア王者のプリヤ・カーン・リーチ・スヴァイリエンFCに2戦合計1-7で敗れて本戦進出はならなかった。

## 歴代所属選手
- 田代主水 2018
- 浅野甲介 2019
- 和田翔太 2019-2020
- 岸健太 2019
- 菅澤孝也 2019
- 太田敬人 2020
- 内田昂輔 2020